# Жан Онана
Жан Еміль Джуніор Онана Онана (фр. Jean Emile Junior Onana Onana, нар. 8 січня 2000, Яунде, Камерун) — камерунський футболіст, опорний півзахисник італійського «Дженоа».

## Клубна кар'єра
Жан Онана народився у столиці Камеруну — місті Яунде. Він є вихованцем футбольної Академії Нкуфо. На початку 2019 року футболіст перебрався до Європи, де приєднався до складу португальського «Лейшойш». 3 березня він дебютував у португальській Сегунла лізі. А вже за рік Онана перейшов до французького «Лілля». Але в його складі Жан провів лише один поєдинок і для набору ігрової практики був відправлений в оренду у бельгійський «Мускрон».
Влітку 2021 року Жан Онана підписав п'ятирічний контракт з іншим французьким клубом — «Бордо».

## Збірна
9 жовтня 2020 року у товариському матчі проти команди Японії Жан Онана дебютував у складі національної збірної Камеруну. На початку 2021 року у складі збірної Жан Онана став бронзовим призером Кубку африканських націй, що проходив саме на полях Камеруну.

## Особисте життя
Жан Онана є рідним братом воротаря міланського «Інтера» Андре Онана.

## Статистика виступів

### Статистика виступів за збірну
Станом на 23 вересня 2022 року
| Дата       | Місто  | Господарі  | Результат               | Гості             | Турнір                                             | Голи | Примітки |
| ---------- | ------ | ---------- | ----------------------- | ----------------- | -------------------------------------------------- | ---- | -------- |
| 9-10-2020  | Утрехт | Японія     | 0 – 0                   | Камерун           | товариський матч                                   | -    | 46'      |
| 26-3-2021  | Прая   | Кабо-Верде | 3 – 1                   | Камерун           | Відбір до Кубка африканських націй 2021            | -    |          |
| 16-11-2021 | Яунде  | Камерун    | 1 – 0                   | Кот-д'Івуар       | Відбір до ЧС 2022                                  | -    | 53'      |
| 17-1-2022  | Яунде  | Камерун    | 1 – 1                   | Кабо-Верде        | Кубок африканських націй 2021 - 1-й етап           | -    | 87'      |
| 24-1-2022  | Яунде  | Камерун    | 2 – 1                   | Коморські Острови | Кубок африканських націй 2021 - 1/8 фіналу         | -    | 84'      |
| 3-2-2022   | Яунде  | Камерун    | 0 – 0 д.ч. (1 – 3 п.п.) | Єгипет            | Кубок африканських націй 2021 - півфінал           | -    | 108'     |
| 6-2-2022   | Яунде  | Камерун    | 3 – 3 д.ч. (5 – 3 п.п.) | Буркіна-Фасо      | Кубок африканських націй 2021 - матч за 3-тє місце | -    |          |
| 25-3-2022  | Дуала  | Камерун    | 0 – 1                   | Алжир             | Відбір до ЧС 2022                                  | -    | 85'      |
| 29-3-2022  | Бліда  | Алжир      | 1 – 2 д.ч.              | Камерун           | Відбір до ЧС 2022                                  | -    | 111'     |
| 23-9-2022  | Коян   | Узбекистан | 2 – 0                   | Камерун           | товариський матч                                   | -    | 74'      |
| Усього     |        | Матчів     | 10                      |                   | Голів                                              | 0    |          |

## Титули і досягнення
Камерун
 Бронзовий призер Кубка африканських націй: 2021
- Володар Кубка Туреччини (1):

«Бешикташ»: 2023–24
- Володар Суперкубка Туреччини (1):

«Бешикташ»: 2024